# Battus philenor
Battus philenor este o specie de fluture coadă-de-rândunică găsit în America de Nord și în America Centrală. Culoarea lor este neagră iar aripile sunt albastre iridescente cu pete portocalii pe exterior, iar pe interior pete albe. Au multe habitate diversificate, dar adesea se găsesc în păduri.  Omizile care pot fi negre sau roșii ca și culoare au ca sursă principală de hrană speciile de plante de Aristolochia, devenind astfel o specie otrăvitoare, atât în faza larvară, cât și în cea adultă. Însă, adulții se hrănesc cu nectarul mai multor specii de plante cu flori.

## Referinșe
1. ↑  Beccaloni, G. W. (2003). „Card for philenor in LepIndex”. The Global Lepidoptera Names Index (LepIndex). World Wide Web electronic publication. Accesat în 12 martie 2013.[nefuncțională]
2. ↑  Savela, Markku. „Battus philenor”. funet.fi. Accesat în 12 martie 2013.
3. ↑  Iftner, David C.; Shuey, John A.; Calhoun, John V. (1992). Butterflies and Skippers of Ohio. College of Biological Sciences and The Ohio University. p. 70. ISBN 0-86727-107-8.